# 菅原和彦

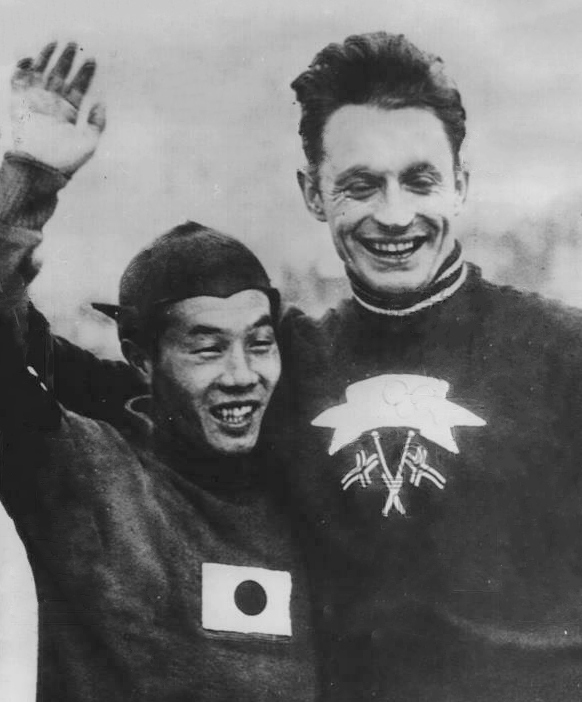
左から菅原とヤルマール・アンデルセン （1952年）

菅原 和彦（すがわら　かずひこ、1927年5月1日 -1962年10月27日）は日本の元スピードスケート選手である。オリンピアン。北海道苫小牧市出身。
苫小牧工業学校（現・北海道苫小牧工業高等学校）を経て日本大学専門部工科を1951年卒業。苫小牧製紙に入社。
1952年のオスロオリンピックに出場し5000mで15位、10000mで7位の成績を残した。
1947年度の第16回全日本スピードスケート選手権大会で総合優勝。全日本選手権で1946、1947年度5000mと10000mにそれぞれ2連覇。日本学生選手権で5000mに1946、1947、1949年度の3回優勝、10000mでは1946～1949年度4連覇を達成。
1962年10月27日、腎臓病のため35歳で死去。